# Благовещенский сельский совет (Бильмакский район)
Благовещенский сельский совет (укр. Благовіщенська сільська рада) — входит в состав
Бильмакского района
Запорожской области
Украины.
Административный центр сельского совета находится в
с. Благовещенка.

## Населённые пункты совета
- с. Благовещенка
- с. Новокаменка